# Point Comfort
Point Comfort è un centro abitato degli Stati Uniti d'America, situato nella contea di Calhoun dello Stato del Texas.

## Geografia fisica
Point Comfort è situata a 28°40′34″N 96°33′32″W (28.676078, -96.558750). Secondo lo United States Census Bureau, ha un'area totale di 1,3 miglia quadrate (3,4 km²).

## Società

### Evoluzione demografica
Secondo il censimento del 2000, c'erano 781 persone, 284 nuclei familiari, e 214 famiglie residenti nella città. La densità di popolazione era di 596,8 persone per miglio quadrato (230,2/km²). C'erano 393 unità abitative a una densità media di 300,3 per miglio quadrato (115,8/km²). La composizione etnica della città era formata dall'88,99% di bianchi, l'1.41% di afroamericani, lo 0,26% di nativi americani, l'1.79% di asiatici, il 5,89% di altre razze, e l'1.66% di due o più etnie. Ispanici o latinos di qualunque razza erano il 19,59% della popolazione.
C'erano 284 nuclei familiari di cui il 39,4% avevano figli di età inferiore ai 18 anni, il 62,7% erano coppie sposate conviventi, il 9,9% aveva un capofamiglia femmina senza marito, e il 24,3% erano non-famiglie. Il 21,1% di tutti i nuclei familiari erano individuali e l'11,6% aveva componenti con un'età di 65 anni o più che vivevano da soli. Il numero di componenti medio di un nucleo familiare era di 2,73 e quello di una famiglia era di 3,14.
In the city the population was il 30,2% di persone sotto i 18 anni, il 7,2% di persone dai 18 ai 24 anni, il 31,8% di persone dai 25 ai 44 anni, il 17,8% di persone dai 45 ai 64 anni, e il 13,1% di persone di 65 anni o più. L'età media era di 33 anni. Per ogni 100 femmine c'erano 94,3 maschi. Per ogni 100 femmine dai 18 anni in giù, c'erano 94,6 maschi. Il reddito medio di un nucleo familiare era di 44.500 dollari, e quello di una famiglia era di 49.653 dollari. I maschi avevano un reddito medio pro capite di 35.625 dollari contro i 23.571 dollari delle femmine. Il reddito medio pro capite era di 19.202 dollari. Circa il 7,5% delle famiglie e l'11,8% della popolazione erano sotto la soglia di povertà, incluso il 20,6% di persone sotto i 18 anni e l'8.2% di persone di 65 anni o più.